# شاپویل (کنتاکی)
شاپویل (به انگلیسی: Shopville) یک منطقهٔ مسکونی در ایالات متحده آمریکا است که در شهرستان پلاسکی، کنتاکی واقع شده‌است. شاپویل ۲۶۷٫۰۱ متر بالاتر از سطح دریا واقع شده‌است.